# Tihama
Tihāma (arabsko تِهَامَةُ Tihāmah) se nanaša na obalno nižino Arabskega polotoka ob Rdečem morju od Akabskega zaliva do Bab el Mandeba.

## Etimologija
Tihāmat je protosemitski jezikovni izraz za 'morje'. Tiamat (ali Tehom v moški obliki) je bil starodavni mezopotamski bog morja in kaosa. Beseda se v hebrejski Bibliji pojavlja kot təhōm (1 Mz 1,2), kar pomeni 'prvotni ocean, brezno'.

## Zgodovina
V obdobju islamskega preroka Mohameda so se tu odvijale številne vojaške ekspedicije, vključno z bitko pri Hamra al-Asadu in napadi karavan. Začetek januarja 623 n. št. so se nekateri muslimani zatekli k tradiciji napadov na mekanske karavane, ki so potovale vzdolž vzhodne obale Rdečega morja od Meke do sirske regije.
Medtem ko je bil v Ḥamra' al-Asadu (حَمْرَاء ٱلْأَسَد), je Mohamed sklenil dogovor z Mabadom al-Khuzaahom v Tihami, v katerem se je Mabad zavezal, da mu ne bo ničesar prikrival. Mabad je bil nato poslan v Meko, da bi Abu Sufjana ibn Harba odvrnil od boja.:341 V Meki se je Mabad srečal z Abu Sufjanom in pretiraval, da je Mohamed zbral veliko silo za boj proti Abu Sufjanu. Abu Sufjan in njegovi tovariši so načrtovali ogromen in odločilen napad na Medino, da bi enkrat za vselej pokončali muslimane. Ko je slišal Mabadov govor o Mohamedovi veliki vojaški moči, je Abu Sufjan odstopil od svojega načrta takojšnjega napada na muslimane. Na ta način je Mohamed uspešno preprečil ogromen napad, ki so ga načrtovali Mečani.:342

## Geografija
Regija je včasih razdeljena na dva dela, Tihāmat Al-Ḥijaz (تِهَامَة ٱلْحِجَاز; severni del) in Tihāmat ʿAsīr (تِهَامَة عَسِيْر; južni del). Jemenski del (arabsko تِهَامَة ٱلْيَمَن, latinizirano: Tihāmat Al-Yaman) je podaljšek Tihamat ʿAsir. Ravnina je zožena in doseže največjo širino, 60 do 80 km, južno od Medine in Meke. Mesta Janbu, Džida in Al Kunfuda so v Hidžazu delu Tihama. Asiri-jemenski del nižine Tihama vključuje mesti Džizan in Al Hudajda. Temperature v Tihami so verjetno med najbolj vročimi na svetu. Tihama v arabščini pomeni huda vročina in pomanjkanje vetra.

### Rastlinstvo
Obsežna peščena obalna ravnina (Tihama) je vroče in negostoljubno območje vzporedno z Rdečim morjem in večinoma, severno od Zabida (Jemen), je brez dreves. Vendar pa je na nekaj mestih gosto grmičevje, sestavljeno skoraj izključno iz akacij Vachellia flava in lahko domnevamo, da je bila to prvotno prevladujoča naravna vegetacija Tihame. Salvadora persica (palčke se tradicionalno uporabljajo kot naravna zobna ščetka) se pojavlja v goščavah, pojavljajo pa se nenavadna drevesa Balanites aegyptiaca in kolonije divje palme (Hyphaene thebaica), pa tudi zasajen pravi datljevec (Phoenix dactylifera).

## Arheologija
Več kot šestnajst megalitskih menhirjev je odkril Edward Keall, direktor kanadske arheološke misije Kraljevega muzeja Ontario v bližini vasi Al-Mutajna (ٱلْمُتَيْنَة) na območju Tihami. Kamni so bili narejeni iz granita in so tehtali do 20 ton. Trije od pokončnih kamnov so bili visoki okoli 2,4 m, eden od padlih pa je bil dolg več kot 20 metrov. Bakreno orodje, za katerega se domneva, da izvira iz iste dobe, kot je bila izdelava kamnov, je bilo datirano okoli 2400 do 1800 pred našim štetjem. Še bolj arhaično litično industrijo so našli skupaj s črepinjami keramike, ki so bili datirani med 1200 in 800 pr. n. št.

## Drugo branje
- Thesieger, Wilfred (1947). »A Journey Through the Tihama, the 'Asir, and the Hijaz Mountains«. The Geographical Journal. The Royal Geographical Society (with the Institute of British Geographers). 110 (4/6): 188–200. doi:10.2307/1789949. JSTOR 1789949.